# Juan Francisco Sáenz-Vázquez de Quintanilla y Sendín de Sotomayor
Juan Francisco Sáenz-Vázquez de Quintanilla y Sendín de Sotomayor (Madrid, España, 22 de julio de 1620 - Mar Caribe, 4 de enero de 1686) fue un militar español, gobernador de la provincia de Costa Rica de 1674 a 1679 y de 1679 a 1681.

## Datos personales
Nació en Madrid y fue bautizado en la iglesia de San Martín de esa ciudad el 22 de julio de 1620. Fue el hijo primogénito de Francisco Sáenz-Vázquez de Quintanilla y Fajardo, escribano perpetuo de la Real Casa del Tesoro (nacido en Madrid en 1598 y fallecido en la misma ciudad en 1667, 3.er. titular del mayorazgo de Sáenz-Vázquez, y Ángela Sendín de Sotomayor y Almelda, quienes contrajeron nupcias en Madrid en 1619. Sus abuelos paternos fueron Francisco Sáenz Vázquez de Quintanilla y Pérez, 2.º titular del mayorazgo de Sáenz-Vázquez y sobrino nieto de fray Bernardo de Fresneda, y Ana Fajardo Girón, y los maternos Juan Sendín de Sotomayor y María de Almelda. Su familia paterna remontaba su origen a Lope Sáenz, que en el siglo XV era vecino del lugar de Quintanilla-Montecabezas en las montañas de Burgos. Su antepasado materno Francisco Sendín había sido montero del emperador Carlos V.
Casó en primeras nupcias en la parroquia de San Martín de Madrid a principios de 1642 con  María Díaz Quijano, natural de la villa de Cóbreces, Burgos. De este matrimonio hubo un hijo, Alfonso Sáenz-Vázquez de Quintanilla y Díaz Quijano, nacido en febrero de 1645, quien fue maestre de campo de la provincia de Costa Rica.
Casó en segundas en la parroquia de San Martín de Madrid el 4 de julio de 1667 con Bárbara Lanini y Priami (Madrid, c. 1648-Cartago, Costa Rica, marzo de 1708), hermana del dramaturgo Pedro Francisco Lanini e hija de Jacinto Lanini y Zalli y Micaela Priami y Sagredo, ambos de ascendencia italiana. De este matrimonio hubo seis hijos: 
1. Juan Marín Sáenz-Vázquez de Quintanilla y Lanini (1668-1704), capitán, casado en 1689 con Ana Margarita de Escalante-Paniagua y Vidamartel (1672-1746) ;
2. Pedro José Sáenz-Vázquez de Quintanilla y Lanini (1669-1752), sargento mayor, teniente de gobernador de la provincia de Costa Rica en varias oportunidades, casado en 1690 con  María Vázquez Retes (m. 1738), bisnieta del adelantado Gonzalo Vázquez de Coronado;
3. Ángela (c.1671-1749), casada en 1689 con  Pedro de Moya y Benavides (c. 1661-c. 1733), capitán, alcalde ordinario de Cartago en varias oportunidades;
4. María (1679-1710), casada en 1697] con Álvaro de Guevara y Sandoval (n. 1673), capitán;
5. Josefa Rosa (n. 1682), casada en 1699 con Rafael Mogeimes Fajardo, al parecer de origen gallego, teniente de gobernador de Matina y teniente general del valle de Barba, y
6. Manuela María Josefa (1684-1751), casada en primeras nupcias en 1700 conManuel de Moya y Alvarado (c. 1675-1701) y en segundas con el capitán don José de Bonilla y Astúa (1695-1726).

## Carrera militar
Sirvió en el ejército español desde 1638, cuando fue reclutado en la compañía de don Rodrigo de Tapia y Alarcón, caballerizo del rey don Felipe IV, para ir al socorro de Fuenterrabía. Como parte de esa compañía, una de las que formaban parte del tercio de don Sebastián Granero de Alarcón, participó en la Guerra franco-española en numerosas acciones de armas, a partir de la batalla de Fuenterrabía e Irún, en la que las tropas españolas obligaron a los franceses a levantar el sitio. 
En 1639, ascendido a alférez, se incorporó a la compañía de caballos arcabuceros del comisario general Filippo Filangieri, militar napolitano al servicio de Felipe IV de España, acuartelada en el Principado de Cataluña, y participó en la campaña de Salzes. En 1640, con motivo de la rebelión catalana, tomó parte el sitio de Coll de Balaguer, donde fue herido en una mano, y otras acciones militares de esa campaña, tales como la toma de Martorell, en enero de 1641, y el combate por la Torre de Salou (Torre Vella), donde hizo muchos prisioneros y salió con una herida muy peligrosa. En el combate de Montjuich y el fallido intento de tomar Barcelona, fue quien retiró del campo, malherido, al comisario Filangieri, quien murió esa misma noche. Después Sáenz fue ascendido a alférez, se incorporó a la compañía de caballos corazas (coraceros) del capitán Jerónimo Álvarez y participó en la defensa de Tarragona contra los franceses. Poco después regresó a Madrid, contrajo matrimonio en diciembre de 1641 y el 7 de abril de 1642 se le dio patente de capitán de infantería y partió a Milán. En el Milanesado estuvo en la defensa de Nizza Monferrato, participó en la captura de unas naves francesas en el Po y en el sitio de Cremona, donde recibió una herida de gravedad en la cabeza. Posteriormente se unió a las tropas de Don Luis de Benavides Carrillo, marqués de Caracena, gobernador español de Milán, que atravesaron el Piamonte hasta Turín. Tomó parte en el sitio y toma de Trino, la toma del castillo de Masino, el asedio y toma de Crescentino y el sitio y caída del castillo y la ciudad de Casale Monferrato (1652).
El 22 de diciembre de 1652/1653 pasó nuevamente a Cataluña como sargento mayor de un tercio. Después retornó a Madrid, y el 18 de setiembre de 1654 Don Bernardino de Ayala Velasco y Cárdenas, VIII° conde de Fuensalida, lo nombró alcaide del Castillo de Oreja. En 1658 sentó plaza en la compañía de los Cien Continuos Hijosdalgo de Castilla, comandada por Don Cristóbal Portocarrero de Guzmán Luna y Enríquez, IV° conde de Montijo y III conde de Fuentidueña, y de la cual fue nombrado alférez el 4 de mayo de 1663. En 1660 se hallaba residiendo en Pancorbo, de donde provenían algunos de sus antepasados, y fue elegido como alcalde de la Santa Hermandad de esa villa para 1661. En octubre de 1661 fue aprobado en Madrid como alcalde de la Mesta. En julio de 1662 fue elegido como uno de los procuradores generales de los hidalgos de Pancorbo.
En 1664 pasó a la Armada Española en calidad de reformado, y en 1669 obtuvo licencia del VI duque de Veragua, Pedro Nuño Colón de Portugal, capitán general de la Armada, para pasar a Indias. Llevaba cartas de recomendación para el virrey de Nueva España Antonio Sebastián de Toledo Molina y Salazar, II marqués de Mancera, pero se estableció en el Reino de Guatemala, ya que su hermano Agustín Sáenz Vázquez de Quintanilla y Sendín de Sotomayor había sido designado en 1667 como alcalde mayor de Chiapas. El presidente de la Real Audiencia de Guatemala, Sebastián Álvarez Alfonso Rosica de Caldas, le confirió el mando del tercio de infantería española formado para la defensa contra los indígenas lacandones, que ejerció de 1670 a 1671. El 15 de abril de 1671, el obispo de Guatemala Juan de Santo Matía Sáenz de Mañozca y Murillo, sucesor de Álvarez Alfonso en la presidencia de la Audiencia, escribió a la reina regente Mariana de Austria para expresar su satisfacción por la forma en que Sáenz había refrenado los ataques de los lacandones y la rapidez con que actuó cuando se le ordenó marchar a Granada de Nicaragua, ante las noticias de que esta ciudad iba a ser víctima de un ataque enemigo. Ese mismo año de 1671 regresó a España, con el propósito de hacer gestiones en la corte para tratar de obtener algún cargo en América.

## Gobernador de Costa Rica: primeros años
El 22 de febrero de 1673 fue nombrado por la reina regente como gobernador de Costa Rica, en sustitución de Juan López de la Flor y Reinoso y por haber declinado el cargo Francisco Osorio de Astorga. Viajó de regreso a América en la flota de 1673, en el navío «Santa Teresa de Jesús», que conducía a Veracruz a Pedro Nuño Colón de Portugal, virrey designado de Nueva España. De Veracruz se trasladó al reino de Guatemala y tomó posesión de su cargo en la ciudad de Cartago, capital de Costa Rica, el 27 de abril de 1674. Escribió detallados y valiosos informes sobre su gobierno a la Corona y al general Fernando Francisco de Escobedo, presidente de la Real Audiencia de Guatemala.
En los inicios de su gestión se exploraron los yacimientos mineros del Santo Cristo de la Victoria de Serradilla, con apoyo del doctor Benito de Novoa Salgado, oidor de la Real Audiencia de Guatemala y visitador general de Costa Rica y Nicoya. Sin embargo, esos yacimientos no resultaron rentables. 
En 1675 el visitador emitió las Ordenanzas de Novoa Salgado en favor de los indígenas, que restringieron al mínimo el repartimiento, y procuraron evitar los abusos de los doctrineros. Estas ordenanzas fueron aprobadas en 1676 por el rey Carlos II. 
Su principal preocupación fue la defensa de Costa Rica, que desde 1666 era objeto de constantes ataques de piratas y carecía de medios adecuados para hacer frente a los ataques. En una carta dirigida al presidente Escobedo propuso dos medidas que a su juicio serían de gran utilidad para la defensa de la provincia: la creación de una compañía de infantería de cien plazas, que sería acuartelada en Cartago, y la construcción de una torre en la isleta del Portete, cerca del actual Puerto Limón, con capacidad para quince hombres y de un castillo de cal y piedra en la boca del río de Carpinteros de Matina, con capacidad para cien soldados, con alojamientos, almacenes y cuatro baluartes. 
Le correspondió hacer frente en 1676 a la mayor invasión pirata sufrida por Costa Rica, dirigida por el capitán inglés William Wright, corsario con patente del gobernador francés de Saint Domingue (Haití), en momentos en que Francia y España se hallaban en guerra. Wright había saqueado en mayo de ese año la ciudad de Nueva Segovia en Nicaragua, y el 30 de junio llegó al Portete con 800 hombres. Se dirigieron en piraguas a tierra firme, llevando como guías a algunos indígenas de la nación de los urinamas. Avanzaron por la playa de Moín hasta llegar a la boca del río Matina, que remontaron, y al amanecer del 1 de julio se apoderaron de toda su cuenca, donde existían numerosas haciendas cacaoteras. Los vigías costeros lograron escapar y marchar a toda prisa a Cartago, para informar de lo ocurrido. Para rechazar a los invasores, el gobernador salió de Cartago el 2 de julio, al frente de una tropa de 700 hombres. Al llegar al río Matina se enfrentaron con los piratas, volcaron tres de sus piraguas y capturaron otra. Al parecer, los invasores no habían contado con una reacción tan rápida de las autoridades de Costa Rica y fueron tomados por sorpresa. En el enfrentamiento murieron alrededor de 200 de los hombres de Wright, unos por los disparos de las armas costarricenses y otros ahogados en el río. Los sobrevivientes abandonaron Matina a toda velocidad, abordaron sus naves y levaron anclas.
El presidente Escobedo apoyó las propuestas de Sáenz para la defensa de Costa Rica y la Corona dispuso en 1677 destinar dos mil pesos a ese propósito, pero la iniciativa fue adversada por el posterior presidente de la misma Audiencia Lope de Sierra Osorio y no se materializó. 
Sáenz también planteó infructuosamente la posibilidad de emprender la reconquista de Talamanca y la adscripción de Costa Rica a la jurisdicción de la Real Audiencia de Panamá.

## Acusación y suspensión
A mediados de 1677 los oficiales reales o encargados de la Tesorería de Nicaragua enviaron informes al presidente Escobedo en el sentido de que en Costa Rica «... había entrado una embarcación de extranjeros y comerciado allí con el gobernador de dicha provincia don Juan Francisco Sáenz» y sobre otros puntos de mala administración de la hacienda real, entre ellos que no se había dado cuenta hasta entonces de sumas importantes que de la Nueva España y el Perú se habían remitido a Costa Rica para su socorro frente a los enemigos exteriores. El presidente dispuso que don Pablo de Loyola, gobernador de Nicaragua, dejara interinamente su cargo y pasara a Costa Rica a hacer la investigación de rigor. Sin embargo, Loyola se excusó en setiembre de 1677, alegando sus responsabilidades defensivas en Nicaragua. En diciembre de 1677 la Audiencia aceptó la excusa y Escobedo designó a don Lorenzo Ramírez de Guzmán para viajar a Costa Rica y efectuar la investigación. Si bien al principio Ramírez de Guzmán se manifestó dispuesto a aceptar el encargo, después quiso excusarse. Esto motivo una airada reacción en Escobedo, quien formuló cargos en contra de Ramírez de Guzmán y le impuso finalmente una multa de dos mil pesos y seis años de reclusión en el castillo del río San Juan. El 7 de febrero de 1679, cuando ya el licenciado Sierra Osorio había reemplazado a Escobedo en la presidencia de la Audiencia, esta nombró a don Francisco Antonio de Rivas y Contreras para que fuera a Costa Rica como juez de comisión e hiciera las averiguaciones pertinentes y se le encargó además recibir allí información sobre la conveniencia de la fortificación y la creación de la compañía de cien infantes propuestas por Sáenz. El 20 de febrero de 1679, el capitán Agustín de Arango, designado por la Real Audiencia como contador para el ajuste de cuentas de lo gastado y librado por Sáenz en efectos de guerra, pertrechos, municiones, etc., formuló reparos a la carta cuenta que sobre el particular había presentado Nicolás de Céspedes, teniente de tesorero y encargado de la real caja de Cartago. Pocas semanas después, Rivas y Contreras llegó a Cartago y asumió interinamente el gobierno de la provincia, mientras Sáenz marchaba a Guatemala a dar cuentas de su administración. Las investigaciones en su contra aparentemente no dieron resultado alguno, porque para el 13 de octubre de 1679 ya estaba nuevamente en sus funciones de gobernador.

## Segunda fase de su gobierno
A fines de 1680 un grupo de indígenas de la nación de los chánguinas o chánguenes, que no se había sometido a la autoridad española y habitaba en las riberas del río Tararia o Tilorio, en la vertiente del Caribe, abandonó sus asentamientos, atravesó la cordillera de Talamanca y se estableció en las vecindades del camino de mulas, que unía al Valle Central de Costa Rica con la región de Chiriquí, en la provincia de Veragua. Pronto empezaron a asaltar e incluso a asesinar a los viajeros que utilizaban esa vía. Enterado de esta situación, el gobernador envió a la región una pequeña fuerza al mando de Juan Álvarez de Ulate, vecino de Esparza, que logró que se retiraran a las montañas, según informó al gobernador Sáenz en una carta fechada en Boruca el 26 de diciembre de 1680.
En junio de 1681 una partida de bucaneros, que había atacado las vecindades de Cartagena de Indias y capturado allí a una veintena de personas, desembarcó en Matina. Los invasores saquearon el valle, destruyeron lo que pudieron y apresaron a muchas personas. Después de torturarlos, asesinaron al cabo de vigía y a un irlandés, y también torturaron al sargento Juan de Molina y a otras personas. Enterado de lo ocurrido por el alférez Eugenio Martín el 28 de junio, el gobernador Sáenz reunió al vecindario y se dirigió a la fortificación de Quebrada Honda desde donde despachó gentes al mando del teniente Juan de Bonilla, a reconocer los propósitos de los invasores. Al parecer planeaban avanzar sobre Cartago, pero la noticia de que la armada de barlovento de Cartagena se acercaba a la costa costarricense los decidió a partir a toda prisa de Matina. Dejaron allí a los prisioneros capturados en Cartagena de Indias, pero se llevaron consigo a dos moradores de Matina, como esclavos, "por parecerles morenos de color". El teniente Bonilla logró capturar a un francés.

## Últimos años
Para suceder a Sáenz el rey Carlos II nombró el 3 de agosto de 1678 al capitán de caballos corazas Pedro Mariño de Camba Sotomayor y Ulloa, pero como este no aceptó se designó el 12 de abril de 1680 a Pedro de Balbín y Busto, pero este también declinó el cargo y la administración de Sáenz se prolongó hasta el 24 de julio de 1681, fecha en que le sucedió Miguel Gómez de Lara y Brocal, quien había sido nombrado el 7 de agosto de 1680. 
Gómez de Lara sometió a Sáenz a juicio de residencia, de conformidad con la legislación entonces vigente. El resultado de la residencia le fue muy favorable, ya que solamente se le declaró culpable de no haber tenido en lugar público y visible el arancel de los derechos y de no haber evitado los juegos de naipes. Por estas acusaciones,  fue condenado a una pena pecuniaria de cien pesos, y se le impuso otra, también de cien pesos, para sufragar las costas del juicio de residencia. El licenciado don Antonio de Navia Bolaños, oidor de la Real Audiencia de Guatemala, fue encargado del cobro de estas sumas. De conformidad con las leyes de Indias, la Real Audiencia remitió al Consejo de Indias el expediente del juicio de residencia, para que revisara lo actuado. El Consejo, en sentencia dictada en Madrid el 27 de setiembre de 1687, modificó las penas impuestas a Sáenz y las redujo únicamente a los cien pesos de las costas. Para entonces ya Sáenz había fallecido.
A solicitud del licenciado Juan Miguel de Agurto y Álava, presidente de la Real Audiencia de Guatemala desde diciembre de 1681, Sáenz acompañó a Gómez de Lara a fines de 1682 a una gira a la costa caribeña para examinar los posibles puntos de fortificación, asunto sobre el cual escribió el 4 de enero de 1683 un informe al presidente.
Después de permanecer algún tiempo en Costa Rica, al parecer con la esperanza de ser nombrado nuevamente gobernador, decidió viajar a España, sin duda a solicitar algún destino. Partió de Cartago con su hijo primogénito en febrero de 1685 y se dirigió con él a Panamá. Su esposa y sus hijos de segundo matrimonio permanecieron en Costa Rica. 

## Fallecimiento
Murió el 4 de enero de 1686, a bordo de una nave que lo conducía de Portobelo (Panamá) a Cartagena de Indias, desde donde pensaba embarcarse hacia Europa.

## Descendencia
Es uno de los gobernadores españoles de los que hay mayor descendencia en Costa Rica, extendida a todo el país y en muy variados grupos sociales. Entre sus numerosos descendientes figuran varios presidentes de Costa Rica y Nicaragua, y la primera esposa del presidente mexicano Enrique Peña Nieto, Mónica Pretellini Sáenz.